# تعین ناقص
تعین ناقص یا عدم تعین یا کم-دادگی از مسائل مهم در فلسفه علم محسوب می‌شود که در حوزه انتخاب میان نظریه‌های هم ارز رخ می‌نماید. در فلسفه علم، «تعین ناقص» این عقیده است که شواهد موجود در زمان معینی که در اختیار ما می‌باشد برای تعیین اینکه چه اعتقادی را باید در پاسخ به آن داشته باشیم ناکافی است. تعین ناقص می‌گوید که همه شواهد لزوماً هر نظریه علمی‌ای را تعین ناقص می بخشند.